# The Ballad of Chasey Lain
The Ballad of Chasey Lain è un singolo discografico del gruppo musicale statunitense Bloodhound Gang, pubblicato nel 2000 ed estratto dall'album Hooray for Boobies.

## Classifiche
| Classifica (2000) | Posizione massima |
| ----------------- | ----------------- |
| Regno Unito       | 15                |